# Carl Cox
Carl Cox , född 20 juli 1962 i Lancashire, England, är en brittisk DJ och musikproducent.
Cox  började som DJ hos Acid House under mitten av 1980-talet, då även hans smeknamn "Three Deck Wizard" myntades. 
Många ser honom idag som en renodlad house-, Tech House- och techno-DJ, men Cox hävdar själv att det inte bara är det han spelar. Han menar att hans spelningar innehåller influenser från många olika andra typer av genrer så som jazz, funk, soul, reggae och flera andra musikstilar.